# Steven Weber
Steven Robert Weber, född 4 mars 1961 i Queens i New York, är en amerikansk skådespelare. 
Steven Weber är mest känd för sin medverkan i komediserien Vingar och i Stephen King's miniserie The Shining.

## Filmografi (urval)
- 1984 – The Flamingo Kid
- 1987 – Hamburger Hill
- 1990–1997 – Vingar (TV-serie) (172 avsnitt)
- 1992 – Ensam ung kvinna söker...
- 1993 – The Temp
- 1995 – Jeffrey
- 1995 – Farväl Las Vegas
- 1995 – Dracula – död men lycklig
- 1997 – The Shining (TV-serie) (tre avsnitt)
- 1998 – Simpsons (TV-serie) (avsnittet "King of the Hill")
- 2005 – Jenifer (även manus)
- 2006 – Desperation
- 2006–2007 – Studio 60 on the Sunset Strip (TV-serie) (22 avsnitt)
- 2008 – Farm House
- 2011 – A Little Bit of Heaven
- 2011 – Den stora jakten
- 2012–2013 – Ultimate Spider-Man (TV-serie) (röst; 16 avsnitt)
- 2019 – Doctor Sleep
- 2021 – Chicago Med (TV-serie)